# Costa Hillary
|  |

La costa Hillary (en inglés, Hillary Coast) es un sector de la costa del mar de Ross, sobre la barrera de hielo Ross en la Antártida. Se extiende desde el acantilado Minna (78°31′S 166°25′E / -78.517, 166.417), un promontorio rocoso en la entrada de la bahía Moore que penetra en la barrera de hielo y forma el límite con la costa Scott de la Tierra de Victoria, y el cabo Selborne (80°23′S 160°45′E / -80.383, 160.750) en la boca sur del glaciar Byrd en su desembocadura en la ensenada Barne, límite con la costa Shackleton.
El sector de la costa Hillary al este de los 160° Este es reclamado por Nueva Zelanda como parte de la Dependencia Ross, mientras que al oeste de ese meridiano se extiende el Territorio Antártico Australiano, pero ambas reclamaciones solo son reconocidas por unos pocos países y desde la firma del Tratado Antártico en 1959, lo mismo que otras reclamaciones antárticas, han quedado sujetas a sus disposiciones, por lo que Nueva Zelanda y Australia ejercen actos de administración y soberanía sobre sus respectivos sectores antárticos sin interferir en las actividades que realizan otros estados en ellos.
La costa Hillary se halla al oriente de los macizos de las montañas Transantárticas, límite entre los dos grandes sectores en que se divide el continente, por lo que se halla en la Antártida Occidental. Entre esos macizos costeros separados por glaciares se hallan las montañas Cook y las cordilleras de la Royal Society, Worcester, Conway, y Britannia. Entre los glaciares que separan esos macizos y fluyen hacia la barrera de hielo Ross se encuentran el Skelton, el Mulock, el Carlyon, y el Darwin.
El nombre fue dado por el New Zealand Antarctic Place-Names Committee en 1961 en honor a Edmund Hillary, líder de la fracción neozelandesa en la Expedición Fuchs-Hillary (1956–1958).